# Gunnar Pellijeff
Gunnar Pellijeff, född 1908 i Överluleå församling, död 1999, var en svensk lingvist och docent i nordiska språk. Han var 1969–1973 chef för Folkmåls- och folkminnesundersökningen i Övre Norrland, som 1971 ombildades till Dialekt- och ortnamnsarkivet i Umeå. Han forskade om norrländska ortnamn av svenskt, samiskt och finskt ursprung och publicerade bland annat åtta av delarna i serien Ortnamnen i Norrbottens län.